# Никифор Теотокі
Архієпископ Никифор (грец. Αρχιεπίσκοπος Νικηφόρος в миру Микола Теотокі (Феотокі), грец. Νικόλαος Θεοτόκης 15 лютого 1731, Керкіра, Венеціанська республіка — 31 травня 1800, Москва
 Російська імперія) — грецький, український та російський богослов і педагог. Крім богослов'я, значна частина його робіт присвячена точним наукам (фізики та математики).

## Біографія
Народився на острові Керкіра. Походив зі старовинного грецького роду Теотокі (Феотокі), родоначальником якої був якийсь Георгій Теотокі, який переселився, після взяття Константинополя турками, з Візантії на острів Корфу. Батька його звали Стефаном, мати Анастасією.
Початкову освіту отримав під керівництвом місцевого вчителя ієромонаха Єремії Кавадії, що містив приватну школу на Корфу.
На п'ятнадцятому році життя був присвячений у звання церковного читця і пробув на цій посаді близько пів року; потім він вирушив до Італії для продовження освіти й вступив в грецьку гімназію в Патавії. Там він навчався граматики, риторики, піїтики, логіки, філософії, богослов'я, математики та фізики, а також мистецтва красномовства. Звідси Никифор вступив до Болонської академії, де завершив математичну, богословську й філософську освіту.
У 1748 році з великим запасом наукових знань він повернувся на батьківщину і вирішив присвятити себе служінню церкві.
Ставши відомим проповідником, в 1776 році переїхав до Російської імперії, в Україну на запрошення свого земляка архієпископа Слов'янського і Херсонського (єпископська кафедра перебувала в Полтаві) Євгена Булгаріса. У 1779 році, після відставки Булгаріса став Слов'янським і Херсонським архієпископом. В кінці 1786 року з Полтави Никифор був переведений до Астрахані, на посаду Астраханського і Ставропольського архієпископа. У 1792 році за станом здоров'я пішов з єпископського посту і став настоятелем московського Данилова монастиря.
Автор підручників з фізики й математики, богословських праць.
Никифор активно полемізував з розкольниками; автор таких творів як:
- «Окружне послання до старообрядців Херсонської єпархії», (або: «Окружне послання до всіх іменуючим себе старовірами в Слов'янській і Херсонській єпархії мешкаючим»[9])
- «Відповіді на Соловецьку чолобитну розкольників»,
- «Відповіді на питання іргизькіх розкольників і міркування про святий спокій»

Починаючи з 1780 року, Никифор взаємодіє зі старообрядницькими громадами з метою досягнення компромісу за методом Димитрія (Сеченова), який вперше поширив цю практику, що існувала у донських козаків на парафії Росії, дозволом їм здійснювати службу за своїм звичаєм — за старим обрядом, але визнаючи авторитет православної церкви. У наступні два десятиріччя цей компроміс поширився на всю країну затверджений московським митрополитом Платоном під назвою «єдиновірство».
На думку деяких істориків, саме йому (а не його наступнику Катеринославському архієпископу Амвросію) належить перше вживання слова духобори стосовно «духовних християн».
Преосвященний Никифор був похований 2 червня 1800 року, в день свого небесного покровителя святителя Никифора Константинопольського, в Даниловому монастирі відповідно до його заповіту.

## Пам'ять про Никифора
Головна торгова вулиця Керкири на острові Корфу названа за Никифором Теотокі (грец. Νικηφόρου Θεοτόκη англ. Nikiforou Theotoki Street
У Даниловому монастирі ім'я преосвященного архіпастиря Никифора Феотокі записано в поминальний братський синодик . Тут споруджено хрест в його пам'ять.

## Книги Никифора
Велика частина творів Никифора написана грецькою мовою.
- http://dlib.rsl.ru/01002465751 [Архівовано 27 лютого 2017 у Wayback Machine.]
- Відповіді преосвященного Никифора, архієпископа Славенськаго і Херсонського, а потім бувшого астраханського і кавалера на питання старообрядців. — М. грудень 1821.
- Тлумачення недільних Євангелій з повчальними бесідами: Перекладено в Казанській духовній академії / Твори на геллено-грецькій мові преосвященним Никифором, колишнім архієпископом Астраханським і Ставропольським. — Московська синодальна друкарня, 1890.
- Проти обливательного хрещення Окружне Послання Архієпископа Никифора (Теотокіса, 1731—1800) Славенського і Херсонського
- Мова благочестивій, боговінчаній, звеличеній й людинолюбній монархині Катерині Олексіївні, самодержиці всеросійській, / говорена, серпня о 6 день, преосвященним Никифором, архієпископом Славенським і Херсонським, при посвяченні його в архієпископа, гелленською мовою; Яку з тієї на російську переклав, колезький асесор, і святійшого синоду перекладач Лука Січкарьов. — СПб.: При Імп. Акад. наук, 1779.
- «Фізика» (Лпц., 1766—1767)
- «Курс чистої математики» (М. 1798—1800)
- «Творіння Ісаака Сирина» (Лпц., 1770)
- «Про насильство католиків, і хто суть уніати і схизматики» (Галле, 1775)
- «Тлумачення недільних Євангелій» М. 1796, російський переклад — 1809)
- «Ланцюг батьків — звід святоотецьких тлумачень на перші вісім книг Біблії і на книги Царств» (Лпц., 1772—1773)
- «Повчальні слова на чотиридесятницю й мови» (Лпц., 1766)
- «Про молитву святих за живучих на землі»
- «По всій землі вийде віщання їх».

Російською мовою:
- «Чотири слова про черницю» М. 1809)
- «Окружне послання до старообрядців херсонської єпархії»
- «Відповіді на соловецьку чолобитну розкольників»
- «Відповіді на питання іргизьких розкольників і міркування про святий покій»(1-е вид. — 1800, 5-е вид. — М. 1834).